# Drei Caballeros im Sambafieber
Saludos Amigos, im deutschsprachigen Raum vor 2004 unter den Titeln Donald Duck – Drei Caballeros im Samba-Fieber und Grüß’ Euch vertrieben, ist der sechste abendfüllende Zeichentrickfilm der Walt-Disney-Studios und stammt aus dem Jahr 1942. Der im aufwändigen Technicolor-Verfahren gedrehte Film ist der erste von sechs Filmen zwischen 1943 und 1949, die aus verschiedenen Segmenten und nicht aus einer einzelnen Geschichte bestehen. In Deutschland hatte der Film am 17. März 1953, in Österreich am 26. März 1954 Premiere.

## Handlung
Der Film besteht aus vier Zeichentricksegmenten, die durch eine Realfilmrahmenhandlung verbunden werden:
Lake Titicacazeigt Donald auf seiner Reise durch die Anden zum Titicaca-See.
Pedrozeigt die Geschichte von Pedro, dem Baby-Flugzeug, das als Ersatz für seinen Vater Post durch die Anden fliegen muss.
Gaucho Goofyzeigt Goofy als Gaucho in Argentinien.
Aquarela do Brasilist der erste Auftritt von José Carioca, der Donald das Sambatanzen beibringt.

## Sonstiges
Mit 43 Minuten Laufzeit ist Saludos Amigos bislang der kürzeste abendfüllende Zeichentrickfilm der Walt-Disney-Studios.
Die Weltpremiere war am 24. August 1942 in Rio de Janeiro und der Film damit der erste Disney-Film, der nicht in den USA uraufgeführt wurde. In den USA lief er am 6. Februar 1943 an; eine Wiederaufführung folgte im Jahr 1949. In den 1980er-Jahren wurde er auf Video veröffentlicht, 1995 auf Laserdisc und 2004 auf DVD. Das Titellied wurde auch im Nachfolgefilm „Drei Caballeros“ (The Three Caballeros, 1944) als Musikuntermalung wiederverwendet.
Der Samba – ein Samba exaltada, um genau zu sein – Aquarela do Brasil, auch schlicht als Brazil bekannt, wurde durch den Film weltbekannt und wurde seither oft zur akustischen Untermalung von Brasilien beschreibendem Filmmaterial verwendet.
Sowohl in Amerika wie auch in Deutschland ist auf der DVD sowie neueren Videoveröffentlichungen eine kurze Szene zensiert, in der Goofy eine Zigarette raucht. José „Zé“ Papagaio darf aber weiterhin an seiner von Donald entzündeten Zigarre ziehen.
2018 erschien mit der Zeichentrickserie Die Legende der Drei Caballeros ein Ableger des Films.

## Auszeichnungen
Oscarverleihung 1944
- Nominierung für Charles Wolcott (Musik) und Ned Washington (Text) für den „Besten Song“ („Saludos Amigos“)
- Nominierung für Edward H. Plumb, Paul J. Smith und Charles Wolcott für die „Beste Filmmusik“
- Nominierung für C. O. Slyfield für den „Besten Ton“

Für den in diesem Film ebenfalls verwendeten Musiktitel Brazil (langer Titel: Aquarela do Brasil) erhielt Ary Barroso 1944 eine Oscar-Nominierung für den Einsatz im Film „Brasilianische Serenade“ (Brazil, 1944).

## Kritiken
„Humorvoller musikalischer Streifzug durch Südamerika. Hübsche Einfälle, bizarre Gestalten, diesmal weniger karikiert als sonst. Für Kinder unter 12 nicht verständlich.“

## Medien
Laserdisc
- USA: Saludos Amigos, 1995.

DVD
- USA: Saludos Amigos (Disney Gold Classic Collection). Walt Disney Home Video, 2000.
- Deutschland: Saludos Amigos. Buena Vista Home Entertainment, 2004.
- Disney Classics 6: Saludos Amigos. Walt Disney Studios Home Entertainment.

Filmdokumentation
- Im Süden von Amerika (Originaltitel: South of the Border With Disney). US-amerikanischer Dokumentarfilm über die Dreharbeiten von 1942. Laufzeit: 32 Minuten. Regie: Norm Ferguson – das „Making Of“ ist auch auf der deutschen DVD (2004) enthalten.